# Kreisreform Sachsen-Anhalt 2007
Die Kreisreform Sachsen-Anhalt 2007 (oder Kreisgebietsreform 2007) wurde am 6. Oktober 2005 per Verabschiedung eines Gesetzes durch den Landtag von Sachsen-Anhalt beschlossen. Hiernach erfolgte nach der Kreisgebietsreform 1994 mit Wirkung vom 1. Juli 2007 eine erneute Kreisgebietsreform, nach der die Anzahl der Landkreise von bisher 21 auf elf verringert wurde. Dabei entstanden neun neue Landkreise durch Fusionen, während der Altmarkkreis Salzwedel und der Landkreis Stendal ebenso wie die kreisfreien Städte Halle und Magdeburg in ihrer bisherigen Form erhalten blieben. Das Gebiet des Landkreises Anhalt-Zerbst wurde auf drei Landkreise und die kreisfreie Stadt Dessau-Roßlau aufgeteilt.
Die neuen Kreisnamen und Sitze der Kreisverwaltungen wurden bereits durch Landtagsbeschluss festgelegt. Allerdings konnten die Kreistage der neugebildeten Kreise in ihrer konstituierenden Sitzung mit Zweidrittelmehrheit der gesetzlichen Mitglieder einen abweichenden Namen festlegen.
Einer der wichtigsten Gründe für die Reform ist der zu erwartende starke Bevölkerungsrückgang.

## Übersicht und Eckdaten der neuen kreisfreien Städte und Landkreise 2007
| kreisfreie Stadt / Landkreis | Kreisstadt             | Fläche in km² | Einwohner 2006 1 | Bev.-dichte Ew. pro km² | Kfz- Kennz. | Einwohnerprognose 2015 | Einwohnerzahl 2019 |
| ---------------------------- | ---------------------- | ------------- | ---------------- | ----------------------- | ----------- | ---------------------- | ------------------ |
| Dessau-Roßlau                |                        | 244,62        | 91.243           | 373                     | DE          |                        | 80.103             |
| Halle (Saale)                |                        | 135,02        | 235.720          | 1.746                   | HAL         |                        | 238.762            |
| Magdeburg                    |                        | 200,96        | 229.826          | 1.144                   | MD          |                        | 237.565            |
| Altmarkkreis Salzwedel       | Salzwedel              | 2.292,52      | 94.545           | 41                      | SAW         |                        | 83.173             |
| LK Anhalt-Bitterfeld         | Köthen (Anhalt)        | 1.452,71      | 187.873          | 129                     | ABI         | 136.579 2              | 158.486            |
| LK Börde                     | Haldensleben           | 2.366,19      | 187.833          | 79                      | BK          |                        | 170.923            |
| Burgenlandkreis              | Naumburg (Saale)       | 1.413,46      | 205.097          | 145                     | BLK         | 182.300                | 178.846            |
| LK Harz                      | Halberstadt            | 2.104,00      | 244.248          | 116                     | HZ          | 225.300                | 213.310            |
| LK Jerichower Land           | Burg                   | 1.576,66      | 101.092          | 64                      | JL          |                        | 89.589             |
| LK Mansfeld-Südharz          | Sangerhausen           | 1.448,60      | 160.984          | 111                     | MSH         | 142.700                | 134.942            |
| Saalekreis                   | Merseburg              | 1.433,22      | 206.146          | 144                     | SK          | 186.800                | 183.815            |
| Salzlandkreis                | Bernburg (Saale)       | 1.425,86      | 222.727          | 156                     | SLK         | 198.600                | 189.125            |
| LK Stendal                   | Stendal                | 2.423,00      | 129.481          | 53                      | SDL         |                        | 111.190            |
| LK Wittenberg                | Lutherstadt Wittenberg | 1.929,89      | 144.972          | 75                      | WB          |                        | 124.953            |
| Gesamt                       |                        | 20.446,71     | 2.441.787        | 119                     |             |                        | 2.194.782          |

## Kreisfreie Städte und Landkreise

Karte der Kreisreform

Seit der Reform gibt es drei kreisfreie Städte und elf Landkreise. Dabei wurden die Kfz-Kürzel ABI, BK, HZ, MSH und SLK neu eingeführt. Die Kürzel ASL, AZE, BBG, BÖ, BTF, HBS, KÖT, ML, MQ, OK, QLB, SBK, SGH, WR und WSF laufen aus.

### Landeshauptstadt Magdeburg
Die Landeshauptstadt Magdeburg bleibt hinsichtlich ihrer Gebietsstruktur unverändert.  Sie hat eine Fläche von 201 km² und hatte Ende 2006  229.826 Einwohner.

### Stadt Halle
Die Stadt Halle bleibt ebenfalls hinsichtlich ihrer Gebietsstruktur unverändert. Sie hat eine Fläche von 135 km² und hatte Ende 2006  235.720 Einwohner.

### Stadt Dessau-Roßlau

Wappen der neuen Stadt Dessau-Roßlau

Zum 1. Juli 2007 sind die kreisfreie Stadt Dessau am südlichen Elbufer und die zum Landkreis Anhalt-Zerbst gehörende Stadt Roßlau (Elbe) am nördlichen Elbufer zur kreisfreien Stadt Dessau-Roßlau fusioniert. Dessau-Roßlau hat damit 91.243 Einwohner (Ende 2006). Mit 244,6 km² gehört die Stadt zu den flächengrößten Städten Deutschlands. Im Zusammenhang mit der Kreisgebietsneuregelung wollten sich auch die Stadt Wörlitz sowie die Gemeinden Horstdorf, Quellendorf und Vockerode der neuen Stadt anschließen. In entsprechenden Referenden hatte die Bevölkerung diesem Ansinnen zugestimmt. Die Gemeinde Quellendorf nahm von einer Eingemeindung Abstand, die Bürgerschaft der Gemeinde Horstdorf hat in einer erneuten Bürgeranhörung am 7. Oktober 2007 eine Eingemeindung in die Stadt Dessau-Roßlau mehrheitlich abgelehnt. Lediglich Wörlitz und Vockerode beharrten auf der von einer breiten Zustimmung in der Bevölkerung getragenen Eingemeindung. Ein wichtiges Ziel der Stadt Dessau war es, durch Eingemeindungen die sinkende Einwohnerzahl wieder anzuheben, um den Status als drittes Oberzentrum in Sachsen-Anhalt zu sichern. Dies ist mit der Fusion und dem seit einiger Zeit vorliegenden Entwurf des Landesentwicklungsplans gelungen.
Das Kfz-Kennzeichen ist weiterhin DE. Die fusionierte Stadt wird vom ehemaligen Bürgermeister Roßlaus Klemens Koschig geführt, der mit 56,85 % bei der Kommunalwahl 2007 bereits im ersten Wahlgang gewann.

### Altmarkkreis Salzwedel
Dieser Landkreis blieb unverändert. Er hat eine Fläche von 2293 km² und hatte Ende 2006 ca. 95.000 Einwohner.

### Landkreis Anhalt-Bitterfeld
Der Landkreis Anhalt-Bitterfeld ist durch Fusion der bisherigen Landkreise Bitterfeld und Köthen entstanden.  Hinzu kamen die Stadt Zerbst/Anhalt sowie 21 Gemeinden aus der VG Elbe-Ehle-Nuthe des aufgelösten Landkreises Anhalt-Zerbst.
Der neue Landkreis grenzt im Süden an den neuen Saalekreis und das Bundesland Sachsen, im Westen an den neuen  Salzlandkreis, im Norden an den vergrößerten Landkreis Jerichower Land sowie im Osten an den Landkreis Wittenberg und die Stadt Dessau-Roßlau. Die Größe des Landkreises Anhalt-Bitterfeld beträgt 1453 km².
Sitz der Kreisverwaltung ist Köthen (Anhalt). Die ehemaligen Kreisverwaltungsstandorte in Zerbst und Bitterfeld werden weiterhin durch Fachdienste und Bürgerämter genutzt. Die Kreisstadt Köthen mit ihren ca. 26.000 Einwohnern steht der gleichzeitig am 1. Juli 2007 aus der Fusion von Bitterfeld, Thalheim, Greppin, Holzweißig und Wolfen neu gebildeten Stadt Bitterfeld-Wolfen mit ca. 38.000 Einwohnern gegenüber.
Am 16. Juli 2006 hatten sich die Bürger der Stadt Zerbst mittels Bürgerentscheid für eine Eingliederung in den künftigen Landkreises Anhalt-Bitterfeld ausgesprochen.
In weiteren Bürgerentscheiden am 13. August 2006 stimmten die 16 Gemeinden Bornum, Buhlendorf, Deetz, Dobritz, Grimme, Güterglück, Hohenlepte, Jütrichau, Leps, Lindau, Nedlitz, Nutha, Reuden, Steutz, Straguth und Zernitz ebenfalls für die Eingliederung in den künftigen Landkreis Anhalt-Bitterfeld. Am 16. November 2006 wurden in einem Änderungsgesetz auch fünf weitere Gemeinden (Gehrden, Gödnitz, Moritz, Polenzko und Walternienburg), von denen vier zuvor Bürgerentscheide durchführten, dem Landkreis Anhalt-Bitterfeld zugeordnet.
Das neue Kfz-Kennzeichen ist ABI.
Zum Ende 2006 wurden für dieses Gebiet 187.873 Einwohner ermittelt; für das Jahr 2025 wurde eine Zahl von nur noch 136.579 Einwohnern prognostiziert.

### Landkreis Börde
Der Landkreis Börde ist durch Fusion des bisherigen Bördekreises und des bisherigen Ohrekreises entstanden.
Der neue Landkreis grenzt im Süden an die Landkreise Salzland und Harz, im Westen an Niedersachsen, im Norden an den Altmarkkreis Salzwedel und den Landkreis Stendal und im Osten an Magdeburg und den neuen Landkreis Jerichower Land. Die Größe des Landkreises Börde beträgt 2366 km².
Sitz der Kreisverwaltung ist Haldensleben. Das Kfz-Kennzeichen ist seit dem 1. November 2007 BK anstelle von „BÖ“ und „OK“. Auf das „BÖ“, welches auch für den neuen Landkreis Börde hätte stehen können, wurde verzichtet, um den Einwohnern eine neue Identifikation zu geben und insbesondere die Verwechslungsgefahr mit dem „BO“ der Stadt Bochum (NRW) auszuschließen. Die Kennung „BK“ wurde bis 1972 noch für den ehemaligen Landkreis Backnang verwendet (heute „WN“, Rems-Murr-Kreis, Baden-Württemberg). Am Stichtag (1. November 2007) waren dort noch 688 Fahrzeuge mit „BK“ zugelassen.
Es gab Vorschläge, den künftigen Kreis in Ostfalenkreis umzubenennen, diese wurden aber verworfen, und der Landkreis behielt den Namen „Landkreis Börde“.
Ende 2006 wurden für dieses Gebiet 187.833 Einwohner ermittelt.

### Burgenlandkreis
Der Burgenlandkreis ist durch Eingliederung des Landkreises Weißenfels und des bis dahin bereits bestehenden Burgenlandkreises entstanden. Der neue Landkreis befindet sich im Süden von Sachsen-Anhalt und besitzt eine Fläche von 1413 km². Im Norden grenzt er an den Saalekreis, im Westen und Süden an das Bundesland Thüringen sowie im Osten an das Bundesland Sachsen.
Sitz der Kreisverwaltung ist Naumburg (Saale).
Das Kfz-Kennzeichen ist BLK, welches bis dahin bereits durch den bisherigen Burgenlandkreis genutzt wurde.
Ende 2006 wurden für dieses Gebiet 205.097 Einwohner ermittelt, für 2015 wurden nur noch 182.300 prognostiziert.
Der größte Teil der Bevölkerung hat sich bei einer Bürgerbefragung, bei der neben dem vom Land vorgeschlagenen Namen auch Vorschläge wie Saale-Unstrut-Kreis, Saale-Unstrut-Elster-Kreis und weitere zur Debatte standen, gegen den Namen Landkreis Burgenland ausgesprochen. Stattdessen befürworten viele die Übernahme des Namens Burgenlandkreis. Bürger aus Weißenfels und anderen Gemeinden sehen sich durch diesen Namen jedoch benachteiligt, da ihre Stellung abseits des eigentlichen Burgenlandes nicht im Namen Berücksichtigung findet. Am 16. Juli 2007 entschied der Kreistag die Übernahme des bisherigen Namens Burgenlandkreis für den neuen Kreis.

### Landkreis Harz
Dieser Landkreis entstand durch Fusion der bisherigen Landkreise Halberstadt, Wernigerode, Quedlinburg und der Stadt Falkenstein/Harz aus dem Landkreis Aschersleben-Staßfurt.
Der neue Landkreis grenzt im Süden an den Landkreis Mansfeld-Südharz, im Osten an den Landkreis Salzland, im Norden an den Landkreis Börde und das Bundesland Niedersachsen. Im Westen besitzt er eine Grenze mit Niedersachsen, im Südwesten mit Thüringen. Die Größe des neuen Landkreises beträgt 2104 km².
Sitz der Kreisverwaltung wurde Halberstadt.
Das neue Kfz-Kennzeichen ist HZ. Da früher die Fahrzeuge im Landkreis Herzberg im Land Brandenburg dieses Kennzeichen trugen, ist damit zu rechnen, dass nur bestimmte Nummerngruppen für den Landkreis Harz freigegeben werden, insbesondere die mit zwei Buchstaben und drei Ziffern.
Ende 2006 hatte der Landkreis 244.248 Einwohner, für 2015 wurden nur noch 225.300 prognostiziert.
Gegen den Namen „Landkreis Harz“ gab es Proteste aus niedersächsischen Landkreisen, die ebenfalls im Harz liegen; besonders deshalb, weil große Teile des neuen Kreises nicht im Harz, sondern im nördlichen und östlichen Harzvorland liegen.

### Landkreis Jerichower Land
Der neue Landkreis Jerichower Land sollte ursprünglich durch Fusion des bisherigen Landkreises Jerichower Land und der Verwaltungsgemeinschaft Elbe-Ehle-Nuthe sowie der Stadt Zerbst/Anhalt aus dem Landkreis Anhalt-Zerbst entstehen.
Auf Grund von Bürgerentscheiden fusionierte die Stadt Zerbst und ein Teil der VG Elbe-Ehle-Nuthe jedoch nicht mit dem Jerichower Land, sodass nur die sieben Gemeinden Hobeck, Loburg, Lübs, Prödel, Rosian, Schweinitz und Zeppernick der VG Elbe-Ehle-Nuthe zum Landkreis Jerichower Land wechselten.
Aufgrund dessen wurde der Landkreisname Jerichower Land gegenüber dem ursprünglichen Planungsnamen Anhalt-Jerichow bevorzugt, da der anhaltische Aspekt fehlte. Das Kfz-Kennzeichen blieb JL.
Der vergrößerte Landkreis grenzt im Süden an den Salzlandkreis und den Landkreis Anhalt-Bitterfeld, im Westen an Magdeburg und den Landkreis Börde (durch die Elbe getrennt), im Norden an den Landkreis Stendal sowie im Osten an das Land Brandenburg. Die Größe des Landkreises beträgt 1577 km².
Sitz der Kreisverwaltung ist Burg.
Ende 2006 wurden für dieses Gebiet 102.402 Einwohner ermittelt.

### Landkreis Mansfeld-Südharz
Der neue Landkreis ist durch Fusion der bisherigen Landkreise Sangerhausen und Mansfelder Land entstanden.
Der Landkreis grenzt im Südosten an den Saalekreis, im Norden an die Kreise Salzland und Harz sowie im Westen an Thüringen. Die Größe des neuen Landkreises beträgt 1449 km².
Die Kreisstadt ist Sangerhausen. Das Kfz-Kennzeichen ist MSH. Als erster Landrat wurde Dirk Schatz (CDU) gewählt.
Ende 2006 wurden für dieses Gebiet 160.984 Einwohner ermittelt, für 2015 wurden nur noch 142.700 prognostiziert.

### Saalekreis
Der neue Landkreis ist durch Fusion der bisherigen Landkreise Merseburg-Querfurt und Saalkreis entstanden. Er umschließt die kreisfreie Stadt Halle (Saale) vollständig.
Der neue Landkreis grenzt im Süden an den Burgenlandkreis, im Nordwesten an den Landkreis Mansfeld-Südharz, im Norden an den Landkreis Salzland und im Nordosten an den Landkreis Anhalt-Bitterfeld. Außerdem besitzt er im Westen eine Grenze zu Thüringen und im Osten eine zu Sachsen; die Größe des Saalekreises beträgt 1433 km².
Sitz der Kreisverwaltung ist Merseburg.
Das Kfz-Kennzeichen ist SK.
Ende 2006 wurden für dieses Gebiet 206.146 Einwohner ermittelt, für 2015 wurden nur noch 186.800 prognostiziert.
Kritik gab es an der sprachlichen Ähnlichkeit zwischen „Saalekreis“ und „Saalkreis“, da hier eine gewisse Verwechslungsgefahr besteht.

### Salzlandkreis
Planname des Landkreises war zunächst Landkreis Salzland, jedoch wurde in der konstituierenden Sitzung des neuen Kreistags der Name Salzlandkreis gewählt. Der Salzlandkreis entstand durch Fusion der bisherigen Landkreise Aschersleben-Staßfurt (außer der Stadt Falkenstein/Harz), Bernburg und Schönebeck.
Der neue Landkreis liegt im Zentrum Sachsen-Anhalts. Der Salzlandkreis grenzt im Süden an den Landkreis Mansfeld-Südharz und den Saalekreis, im Westen an den Landkreis Harz, im Nordwesten an den Landkreis Börde, im Norden an die Landeshauptstadt Magdeburg, im Nordosten an den Landkreis Jerichower Land und im Osten an den Landkreis Anhalt-Bitterfeld, seine Größe beträgt 1426 km².
Sitz der Kreisverwaltung und seit Kurzem auch größte Stadt im Landkreis (nun vor Schönebeck (Elbe)) ist Bernburg (Saale).
Das neue Kfz-Kennzeichen ist SLK.
Ende 2006 wurden für dieses Gebiet 222.727 Einwohner ermittelt, für 2015 wurden nur noch 198.600 prognostiziert.

### Landkreis Stendal
Dieser Landkreis blieb unverändert. Er hat eine Fläche von 2423 km² und hatte Ende 2006 ca. 129.481 Einwohner.

### Landkreis Wittenberg
Der neue Landkreis Wittenberg entstand aus dem alten Landkreis Wittenberg sowie den Verwaltungsgemeinschaften Coswig (Anhalt) und Wörlitzer Winkel aus dem Landkreis Anhalt-Zerbst. Kreisstadt blieb die Lutherstadt Wittenberg.
Obwohl der Wörlitzer Winkel gesetzlich dem Landkreis Wittenberg zugeordnet wurde, war dies umstritten: Die Stadt Wörlitz sprach sich in einer Anhörung für eine Eingemeindung nach Dessau-Roßlau aus, die Stadt Oranienbaum dagegen. Im November 2006 gab es in einigen Gemeinden der Verwaltungsgemeinschaft Wörlitzer Winkel weitere Bürgerentscheide. Diese Gemeinden entschieden sich für die Zuordnung zum Landkreis Wittenberg. Da – bezogen auf die Einwohnerschaft der Verwaltungsgemeinschaft Wörlitzer Winkel – die Mehrheit der Bürger für Dessau-Roßlau votierte, entstand ein politischer Interpretationsspielraum: Die Mehrheit der politisch selbständigen Gemeinden wünschte eine Zuordnung zum Landkreis Wittenberg, die zahlenmäßige Mehrheit der Bürger eine Zuordnung zur Stadt Dessau-Roßlau.
Der Landkreis Wittenberg grenzt im Norden und Osten an das Bundesland Brandenburg, im Süden an das Bundesland Sachsen, im Südwesten und Nordwesten an den neuen Landkreis Anhalt-Bitterfeld und im Westen an Dessau-Roßlau.
Das Kfz-Kennzeichen bleibt WB. Der Landkreis Wittenberg ist 1930 km² groß und hatte Ende 2006 144.972 Einwohner.

## Kritik zur Kreisgebietsreform
Ob durch die Zusammenlegungen in der Realität die erhofften Kosteneinsparungen erzielt werden können, ist fraglich. Da bei der Zusammenlegung der früheren Einzelkreise und Städte aus Gleichbehandlungsgründen die für einen Landkreis erforderlichen Behörden auf alle ehemaligen Kreisstädte verteilt werden, entsteht zunächst ein z. T. erheblicher (finanzieller und zeitlicher) Mehraufwand für die Bürger sowie das Personal der betroffenen Dienststellen und damit letztendlich den Steuerzahler.
Aus langfristiger Sicht schien es aber notwendig, auf die deutlichen Rückgänge der Einwohnerzahlen zu reagieren. Sachsen-Anhalt könnte, so damaliger Prognose, in den Jahren von 2005 bis 2025 rd. 500.000 Einwohner (ca. 20 % seiner Gesamtbevölkerung) verlieren.
Ein wichtiges Ziel jeder Gebietsreform, neue Gebietseinheiten mit vergleichbarer Größe und vergleichbaren Strukturen zu schaffen, konnte auch bei dieser Kreisgebietsreform nicht vollständig erreicht werden. Die Spanne der Einwohnerzahlen der einzelnen Kreise ist weiterhin relativ groß. Es ist nicht gelungen, einen gemeinsamen Altmarkkreis zu bilden.